# Liste von Sakralbauten in Niederkrüchten
Die Liste von Sakralbauten in Niederkrüchten listet gegenwärtige und ehemalige Sakralbauten in der nordrhein-westfälischen Gemeinde Niederkrüchten auf. Zusätzlich werden hier auch Versammlungshäuser und -räume (ö. Ä.) von religiösen Gemeinschaften aus Niederkrüchten sowie Trauerhallen auf Friedhöfen aufgeführt, die im engeren Sinne ja keine Sakralbauten sind.

## Liste
| Abbildung      | Name / Bezeichnung              | Zugehörigkeit                | Ortsteil, Adresse, Koordinaten                              | Bauzeit                   | Beschreibung |
| -------------- | ------------------------------- | ---------------------------- | ----------------------------------------------------------- | ------------------------- | --- |
| weitere Bilder | St. Martin                      | Römisch-Katholische Gemeinde | Oberkrüchten Kirchstraße 5, 41372 Niederkrüchten            | 1860                      | Gotisierender Backstein-Saalbau von 1860 mit dreiseitigem Chorschluss und vorgesetztem Westturm von 1903; Kreuzgratgewölbe; 1901–1903 im Außenbau neugotisch verändert, Jahreszahl 1903 im Portalkeilstein und im Pflasterboden, auf dem Kirchhof Grabsteine des 17.–20. Jh. Der Chor wurde im 15. Jh. erbaut, das Schiff im Jahr 1678 und der Turm wurde in der Zeit 1901–1903 errichtet. Die kath. Pfarrkirche sowie die Grabsteine sind wichtige Zeugnisse für das Ortsbild des alten Ortskerns. Erhaltung und Nutzung liegen daher aus volkskundlichen, künstlerischen und städtebaulichen Gründen im öffentlichen Interesse. |
| weitere Bilder | St. Bartholomäus                | Römisch-Katholische Gemeinde | Niederkrüchten Dr.-Lindemann-Straße 7, 41372 Niederkrüchten | 1485 / 1604               | 1485, 1604, Ende 1909 erbaute dreischiffige Backstein-Hallenkirche mit polygonalem Chor und Dachteiler (1909); der vordere Teil eine ehemalige dreischiffige Backsteinbasilika mit Sterngewölbe und 5/8 Chorschluss und vorgesetztem Westturm (1604); heute zu einem Kirchgebäude zusammengeschlossen; Jahreszahl 1481 im Gewölbe und Jahreszahl 1909 in Ankersplinten am linken Seitenschiff, der Trakt von 1909 rau verputzt; in die Chormauer eingelassene Blaustein-Grabsteine des 17. Jh.; Barockausstattung teilweise erhalten; Außenbau im 20. Jh. überarbeitet. Das Gebäude ist ein Zeugnis für das Ortsbild des alten Ortskerns von Niederkrüchten, Erhaltung und Nutzung liegen daher aus volkskundlichen, künstlerischen und städtebaulichen Gründen im öffentlichen Interesse. |
| weitere Bilder | St. Laurentius                  | Römisch-Katholische Gemeinde | Elmpt Laurentiusstraße 13, 41372 Niederkrüchten             | 15. Jahrhundert / um 1878 | Im 15. Jh. erbaute, um 1878 erneuerte dreischiffige Hallenkirche mit Querschiff, polygonalem Chorschluss (1878) und vorgesetztem, quadratischem viergeschossigen Westturm von 1611. Die Hallenkirche ist mit Backstein in neugotischen Schmuckformen ausgeführt. Teilweise sind alte Ausstattungsstücke erhalten. Im Kirchenbereich befinden sich Grabsteine aus Blaustein und Sandstein des 16.–19. Jh. sowie Kreuzwegstationen. Die Pfarrkirche, Grabsteine und Kreuzwegstationen sind wichtige Zeugnisse für das Ortsbild des alten Ortskerns. Erhaltung und Nutzung liegen daher aus volkskundlichen, künstlerischen und städtebaulichen Gründen im öffentlichen Interesse. |
| weitere Bilder | Kapelle St. Maria an der Heiden | Römisch-Katholische Gemeinde | Overhetfeld An der Heiden 2, 41372 Niederkrüchten           | vor 1703/1704             | Vor 1703/1734 erbauter kleiner Saalbau aus Backstein mit segmentförmigem Chorschluss (1734), Dachreiter und Rokoko-Gestühl. Die Kapelle ist ein Zeugnis für das Ortsbild des alten Ortskerns von Overhetfeld. Erhaltung und Nutzung liegen daher aus volkskundlichen, künstlerischen und städtebaulichen Gründen im öffentlichen Interesse. |
| weitere Bilder | Kapelle St. Georg               | Römisch-Katholische Gemeinde | Brempt Kahrstraße 82, 41372 Niederkrüchten                  | um 1500                   | Gemäß der kunsthistorischen Literatur wohl um 1500 durch die Herren von Brempt errichtete Kapelle. Einschiffiger Bau aus Feldbrandziegeln mit dreiseitigem Chorschluss, abgetreppten Strebepfeilern und achtseitigem offenen Dachreiter. Mit Blendarkaden verzierter Treppengiebel an der Eingangsfront, hinter der Uhr die Jahreszahl „1612“. Unter der Blendarkatur ein Kruzifixus in Stein unter Schutzdach. Innen der Saalraum von einer schlichten flachen Spiegeldecke überfangen. Bedeutende Ausstattungsstücke des 11.–18. Jahrhunderts erhalten: - Retabelaltar, um 1700; alte Farbfassung, mit zentralem Tafelbild des Hl. Georg zwischen Säulen. -Gestühl, 18. Jh. - 14 Eichenbänke mit volutenartigen, kassettierten geschnitzten Wangen, 18. Jh. - tragbarer Beichtstuhl. - Kleiner Kruzifixus, Holz, um 1060/70. Fassung verloren. Vermtl. Kölner Herkunft (Typus des Gero-Kreuzes im Kölner Dom). Kreuz im 20. Jh. erneuert. - Hl. Barbara, Nussbaum-Holz, niederrh., um 1470/80, gut erhaltene Originalfassung. - Thronende Muttergottes mit Kind, maasländisch, Höhe ca. 98 cm, um 1500. - Hl. Josef, Holz, um 1700, lebensgroße Standfigur. - Georgsgruppe, Holz, spätgotisch. Die Georgskapelle ist bedeutend für Niederkrüchten. An der Erhaltung und Nutzung besteht aus wissenschaftlichen, hier architektur- und ortsgeschichtlichen Gründen sowie in Bezug auf die Ausstattung auch aus künstlerischen Gründen ein öffentliches Interesse. |
| weitere Bilder | Kapelle St. Anna                | Römisch-Katholische Gemeinde | Birth Feldstraße 2, 41372 Niederkrüchten                    | 1840                      | 1840 erbaute einschiffige Backsteinkapelle mit dreiseitigem Chorschluss, Schweifgiebel über der Tür. Dachreiter; datiert auf Inschrifttafel über der Tür. Die Kapelle ist ein Zeugnis für die Geschichte des Ortes. Erhaltung und Nutzung liegen daher aus volkskundlichen und städtebaulichen Gründen im öffentlichen Interesse. |
| weitere Bilder | Kapelle St. Lucia               | Römisch-Katholische Kapelle  | Laar Borner Straße, 41372 Niederkrüchten                    | 18. Jahrhundert           | Im 18. Jh. erbauter kleiner, oktogonaler Bau mit barocker Haube, verputzt, datiert auf Inschrifttafel über der Tür. Die Kapelle ist ein Zeugnis für die Geschichte des Ortes. Erhaltung und Nutzung liegen daher aus volkskundlichen und städtebaulichen Gründen im öffentlichen Interesse. |
| weitere Bilder | Magdalenenkapelle               | Römisch-Katholische Kapelle  | Niederkrüchten Magdalenenstraße, 41372 Niederkrüchten       | 1904                      | 1904 erbauter einschiffiger Backsteinbau mit dreiseitigem Chorschluss und Backsteinlisenen, datiert in Inschrifttafel über der Tür. Die Kapelle ist ein Zeugnis für die Geschichte des Ortes, Erhaltung und Nutzung liegen daher aus volkskundlichen und städtebaulichen Gründen im öffentlichen Interesse. |